# Otank
L'otank est une langue bantoïde méridionale tivoïde parlée au Nigeria.

## Noms alternatifs
Il est également nommé itang, itank, otang, otanga, utanga, utange, utank.

## Utilisation
L'otank est parlé par environ 15 000 personnes de tous âges en 2006, principalement dans l'État de Benue (dans la zone de gouvernement local de Kwande) et l'État de Cross River (dans la zone de gouvernement local d'Obanliku) au Nigeria, et est utilisé comme langue seconde par les locuteurs de l'obanliku.

## Caractéristiques
Il est classé dans le groupe des langues tivoïdes, parmi la famille des langues bantoïdes méridionales,.
Il ne possède pas de système d'écriture et aucun dialecte, et a une similarité lexicale de 70 % avec tiv, de 60 % avec l'iceve-maci, de 50 % avec l'evant, et de 40% avec le mesaka et l'eman.